# Julie Coin
Julie Coin (ur. 2 grudnia 1982 w Amiens) – francuska tenisistka.

## Kariera tenisowa
Ma na koncie dziesięć wygranych turniejów ITF w singlu i szesnaście w deblu.
W sierpniu 2008 przegrała w finale turnieju ITF w Vancouver z Urszulą Radwańską.
Wielką sensację sprawiła w US Open 2008, gdzie wygrała z Aną Ivanović (ówczesny numer 1). Coin była wtedy numerem 188. na świecie. Było to pierwsze od ponad 30 lat tak wczesne odpadnięcie numeru 1 w Wielkim Szlemie. Francuzka odpadła w 3. rundzie z Amélie Mauresmo.

## Wygrane turnieje rangi ITF
| turnieje z pulą nagród 100 000 $ |
| turnieje z pulą nagród 75 000 $  |
| turnieje z pulą nagród 50 000 $  |
| turnieje z pulą nagród 25 000 $  |
| turnieje z pulą nagród 15 000 $  |
| turnieje z pulą nagród 10 000 $  |

### Gra pojedyncza
|     | Data       | Turniej          | Kat. | ($)     | Naw.     | Finalistka            | Wynik          |
| 1.  | 24/07/2005 | Contamines       | ITF  | 25 000  | twarda   | Dominika Nociarova    | 6:7, 6:2, 6:4  |
| 2.  | 14/08/2005 | Hampstead        | ITF  | 10 000  | twarda   | Claire Peterzan       | 6:4, 1:6, 6:3  |
| 3.  | 18/03/2007 | Merida           | ITF  | 10 000  | twarda   | Maria Garcia Sokol    | 7:5, 6:4       |
| 4.  | 03/02/2008 | Belfort          | ITF  | 25 000  | dywanowa | Virginie Pichet       | 6:2, 6:3       |
| 5.  | 12/10/2008 | Joué-lès-Tours   | ITF  | 50 000  | twarda   | Stéphanie Foretz      | 7:6, 7:6       |
| 6.  | 01/03/2009 | Clearwater       | ITF  | 50 000  | twarda   | Yanina Wickmayer      | 3:6, 1:1 krecz |
| 7.  | 11/10/2009 | Tokio            | ITF  | 100 000 | twarda   | Olha Sawczuk          | 7:6, 4:6, 7:6  |
| 8.  | 29/09/2013 | Clermont-Ferrand | ITF  | 25 000  | twarda   | Doroteja Eric         | 3:6, 6:1, 6:4  |
| 9.  | 26/10/2014 | Saguenay         | ITF  | 50 000  | twarda   | Jovana Jakšić         | 7:5, 6:3       |
| 10. | 13/04/2015 | Ponta Delgada    | ITF  | 10 000  | twarda   | Georgina Garcia Perez | 6:0, 6:1       |